# Massa d'aire

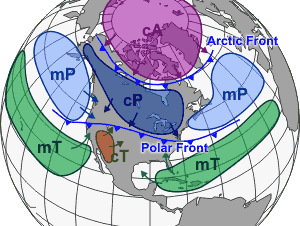
Les diferents masses d'aire que afecten Amèrica del Nord, com també altres continents, tendeixen a estar separades per fronts meteorològics

Una massa d'aire, en meteorologia, és un volum d'aire de gran extensió, les propietats físiques del qual, especialment temperatura i humitat, resulten uniformes en el pla horitzontal.
La seva mida generalment es troba entre els 500 i els 5000 km². Verticalment pot arribar a tenir diversos quilòmetres i els seus caràcters els obté pel contacte perllongat sobre extenses superfícies oceàniques o continentals amb unes condicions superficials homogènies a les quals s'anomena regions font.
Els fronts meteorològics separen les masses d'aire amb diferents característiques de densitat (temperatura i/o humitat).
El concepte de massa d'aire va ser desenvolupat a Noruega pels meteoròlegs Bergeron i Bjerkness en la dècada de 1920, com una part de la seva teoria sobre el front polar.
El procés a través del qual s'adquireixen les característiques de les masses d'aire és lent i, per tant, es formen en zones on es troben sistemes baromètrics estacionaris, com el cinturó subtropical, Sibèria, Nord del Canadà i els dos pols terrestres.

## Classificació de les masses d'aire

Regions font mundials de les masses d'aire

La classificació de Bergeron és la més acceptada a nivell mundial, però n'hi ha d'altres més afinades aplicades en diverses regions del planeta. La massa d'aire s'expressa amb tres lletres. La primera lletra les seves propietats d'humitat, amb la lletra c per les masses d'aire continentals (seques) i la lletra m per les masses d'aire marítimes (humides). La segona lletra descriu les característiques de temperatura de la seva regió font: T per a la regió font tropical, P per la regió font polar, A per àrtica o regió antàrtica, M per la regió monsònica, E per Equatorial, i S per l'aire superior (aire sec format per una davallada significativa d'aire atmosfèric). La tercera lletra es fa servir per designar l'estabilitat de l'atmosfera terrestre. Si la massa d'aire és més freda que la terra que té a sota, s'etiqueta amb una k. Si la massa d'aire és més càlida que la terra que té a sota, s'etiqueta amb una w.
Les masses d'aire d'origen oceànic es designen amb una "m" minúscula ("marítima"), mentre que les masses d'aire d'origen continental es designen amb una "c" minúscula ("continental"). Les masses d'aire també es designen com Àrtica ("A", o "AA" en masses d'aire antàrtiques), polar ("P"), tropical ("T"), o equatorial ("E"). Aquests dos jocs d'atributs es fan servir en combinacions depenent de la massa d'aire que es descrigui. Per exemple, una massa d'aire originada sobre el desert del sud-oest dels Estats Units a l'estiu pot ser designada "cT". Una massa d'aire originada sobre el nord de Sibèria a l'hivern es pot indicar com "cA". Una "S" en majúscula es pot fer servir per designar una massa d'aire anomenada "superior". Això es pot veure com un assecament i esclafament adiabàtic per descens. Al sud d'Àsia una "M"majúscula (de "monsó") es fa servir de vegades per a masses d'aire en règim de monsó d'estiu.
L'estabilitat d'una massa d'aire es pot indicar fent servir una tercera lletra, ja sigui una "k" (massa d'aire més freda que la superfície de terra que té a sota) o "w" (massa d'aire més càlida que la superfície de terra que té a sota).
Una altra convenció és utilitzar aquests símbols per indicar la modificació o transformació d'un tipus de massa d'aire en un altre. Per exemple una massa d'aire àrtica desplaçant-se sobre el golf d'Alaska es pot designar com "cA-mPk".